# 藤原鎌足
藤原 鎌足 / 中臣 鎌足（ふじわら の かまたり / なかとみ の かまたり）は、飛鳥時代の貴族・政治家。中臣御食子の子。母は大伴智仙娘。日本の歴史における最大氏族「藤原氏」の始祖。
大化の改新の中心人物であり、改新後も中大兄皇子（天智天皇）の腹心として活躍し、藤原氏繁栄の礎を築いた。『藤氏家伝』には「偉雅、風姿特秀」と記されている。字は仲郎。

## 名称
元々は中臣氏の一族で初期の頃には中臣 鎌子（なかとみ の かまこ）と名乗っていた（欽明天皇朝で物部尾輿と共に排仏を行った中臣鎌子とは別人）。その後、鎌足（かまたり）に改名。そして臨終に際して大織冠とともに藤原姓を賜った。つまり、生きていた頃の彼を指す場合は「中臣鎌足」を用い、「藤原氏の祖」として彼を指す場合には「藤原鎌足」を用いる。青木和夫の研究によれば、鎌子から鎌足へと「改名」したというのは後世の解釈であり、本来の名は“鎌”一文字で、“子”や“足”は敬称に用いる語尾であるとしている。

## 来歴

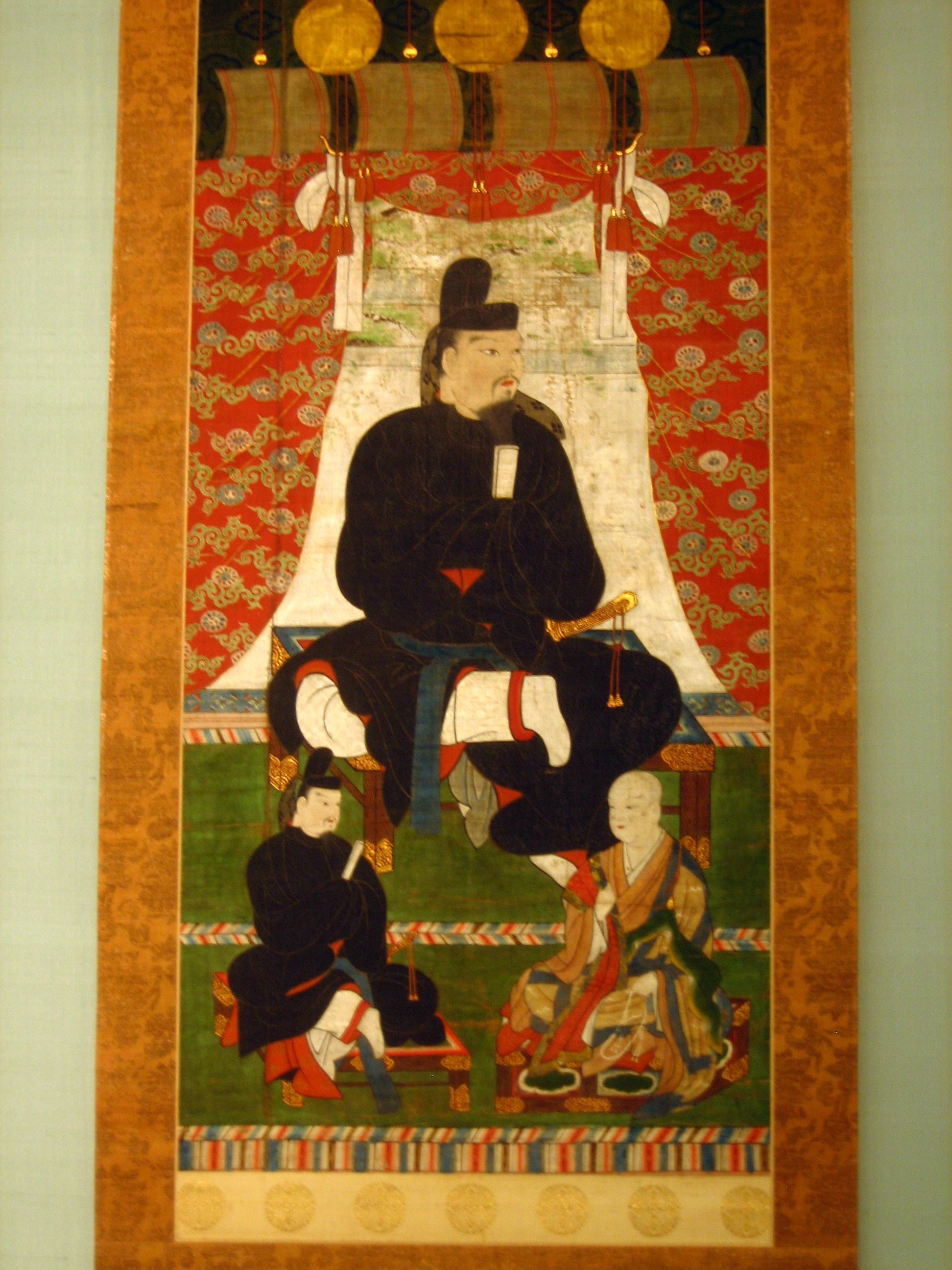
『大織冠像』（ロサンゼルス・カウンティ美術館所蔵）、室町時代（16世紀）の作。藤原鎌足が半跏の姿で、息子の定恵・不比等の上段に座る。

出生地は『藤氏家伝』によると大和国高市郡藤原（奈良県橿原市） 。また大和国大原（現在の奈良県明日香村）や常陸国鹿島（茨城県鹿嶋市）とする説もある。
早くから中国の史書に関心を持ち、『六韜』を暗記した。隋・唐に遣唐使として留学していた南淵請安が塾を開くとそこで儒教を学び、蘇我入鹿とともに秀才とされた。『日本書紀』によると644年（皇極天皇3年）に中臣氏の家業であった祭官に就くことを求められたが、鎌足は固辞して摂津国三島の別邸に退いた。
密かに蘇我氏体制打倒の意志を固め、擁立すべき皇子を探した。初めは軽皇子（後の孝徳天皇）に近づき、次に中大兄皇子に接近した。また、蘇我一族内部の対立に乗じて、蘇我倉山田石川麻呂を、味方に引き入れた。
645年、中大兄皇子・石川麻呂らと協力して飛鳥板蓋宮にて、当時政権を握っていた蘇我入鹿を暗殺、入鹿の父の蘇我蝦夷を自殺に追いやった（乙巳の変）。この功績から、内臣に任じられ、軍事指揮権を握った。ただし、内臣は寵臣・参謀の意味で正式な官職ではない。また、唐や新羅からの外交使節の対応にもあたっており、外交責任者でもあったとみられている。
その後、大化の改新を推進しようとする中大兄皇子の側近として、保守派の左大臣の阿部倉梯麻呂、右大臣の蘇我倉山田石川麻呂と対立した。647年（大化3年）の新冠位制度では大錦冠（だいきんかん）を授与された。649年（大化5年）に倉梯麻呂・石川麻呂が薨去・失脚したあと勢力を伸ばし、654年（白雉5年）頃には大紫冠（だいしかん）に昇格した。
669年（天智天皇8年）10月、山科の御猟場に狩りに行き、馬上から転落して背中を強打した。天智天皇が見舞うと「生きては軍国に務無し」と語った。すなわち「私は軍略で貢献できなかった」と嘆いているのである。これは白村江の戦いにおける軍事的・外交的敗北の責任を痛感していたものと考えられている（なお、白村江の戦いが後世の長屋王の変と並んで『藤氏家伝』に記載されていないのは共に藤原氏が関与していた事実を忌避するためであるとする説がある）。天智天皇から大識冠を授けられ、内大臣に任ぜられ、「藤原」の姓を賜った翌日に逝去した。享年56。

## 和歌
『万葉集』に2首所収。『歌経標式』に1首所収。『万葉集』の1首は正室・鏡王女に送った物で、もう1首が鎌足が采女安見児（）を得たことを喜ぶ歌である。
「われはもや安見児得たり皆人の得難にすとふ安見児得たり」
（私は安見児を得た、皆が手に入れられないと言っていたあの安見児を得たのだ）
采女とは、各国の豪族から女官として天皇に献上された美女たちである。数は多しといえども天皇の妻となる資格を持つことから、当時、采女への恋は命をもって償うべき禁忌であった。鎌足の場合は、おそらく天智天皇に覚えが良かったことから、特別に采女である安見児を賜ったのであろう。
上の歌には万葉らしく、鎌足の二重の喜びが素直に表現されている。すなわち、恋を成就した歓びと、天皇が自分だけに特別な許可を与えたという名誉である。

## 墓所・祭所

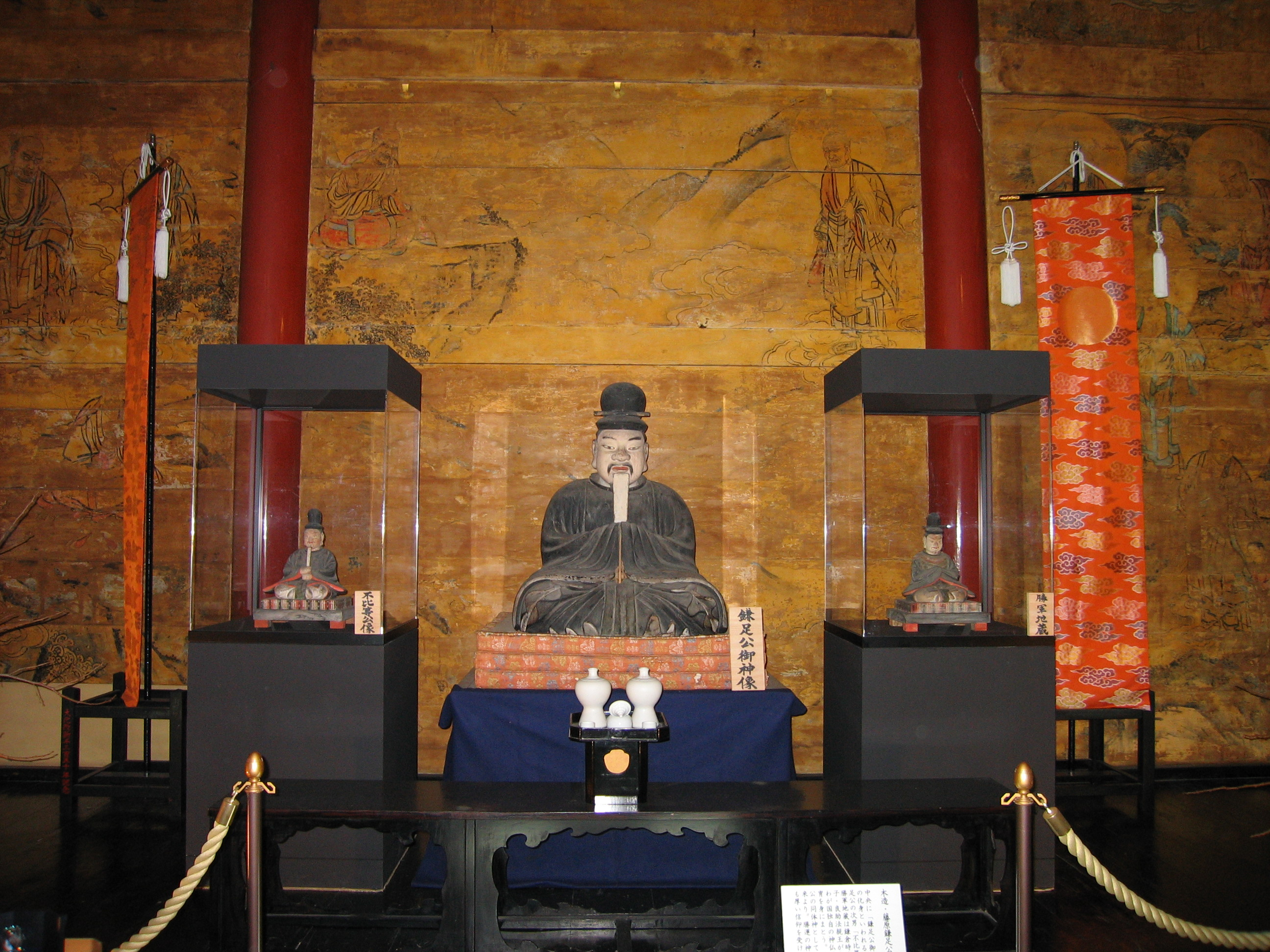
談山神社の藤原鎌足像

死後、奈良県桜井市多武峯の談山神社に祀られる。また、大阪府四條畷市の忍陵神社の主祭神ともなっている。
『多武峯縁起絵巻』には、鎌足が生まれたときにどこからか鎌をくわえた白い狐が現れ、生まれた子の足元に置いたため、その子を「鎌子」と名づけたと描かれている。この逸話にちなみ、談山神社では鎌をくわえた白狐のお守りが売られている。
墓処は定かではないが、『日本三代実録』天安2年（858年）条には「藤原鎌足の墓である『多武峰墓』を十陵四墓の例に入れる」という記述があり、平安時代中頃の成立と見られる『多武峯略記』などに「最初は摂津国安威（現在の大阪府茨木市大織冠神社）に葬られたが、後に大和国の多武峯に改葬された」との説が見える。
なお、昭和9年（1934年）に大阪府茨木市大字安威の阿武山古墳の発掘中に発見された埋葬人骨は藤原鎌足本人であるとする説も存在する。一方、『藤氏家伝』の記述に基づき、鎌足の墓は京都市山科区のどこかに存在するという説もある。その説に従えば、山科には「大塚」という地名があり、そこはかすかに盛り上がった地形であることから、そこであることが推測できる。
平成25年（2013年）12月、関西学院大学の調査により、阿武山古墳で発見された棺に入っていた冠帽が、当時の最高級の技術で作られ、さらに金糸を織り込んだものである事が判明。日本書紀によれば、鎌足は死の直前に天智天皇から最上の冠位「大織冠」と大臣の位を贈られたとされており、この冠帽がそれではないかと考えられている。

## 紙幣の肖像

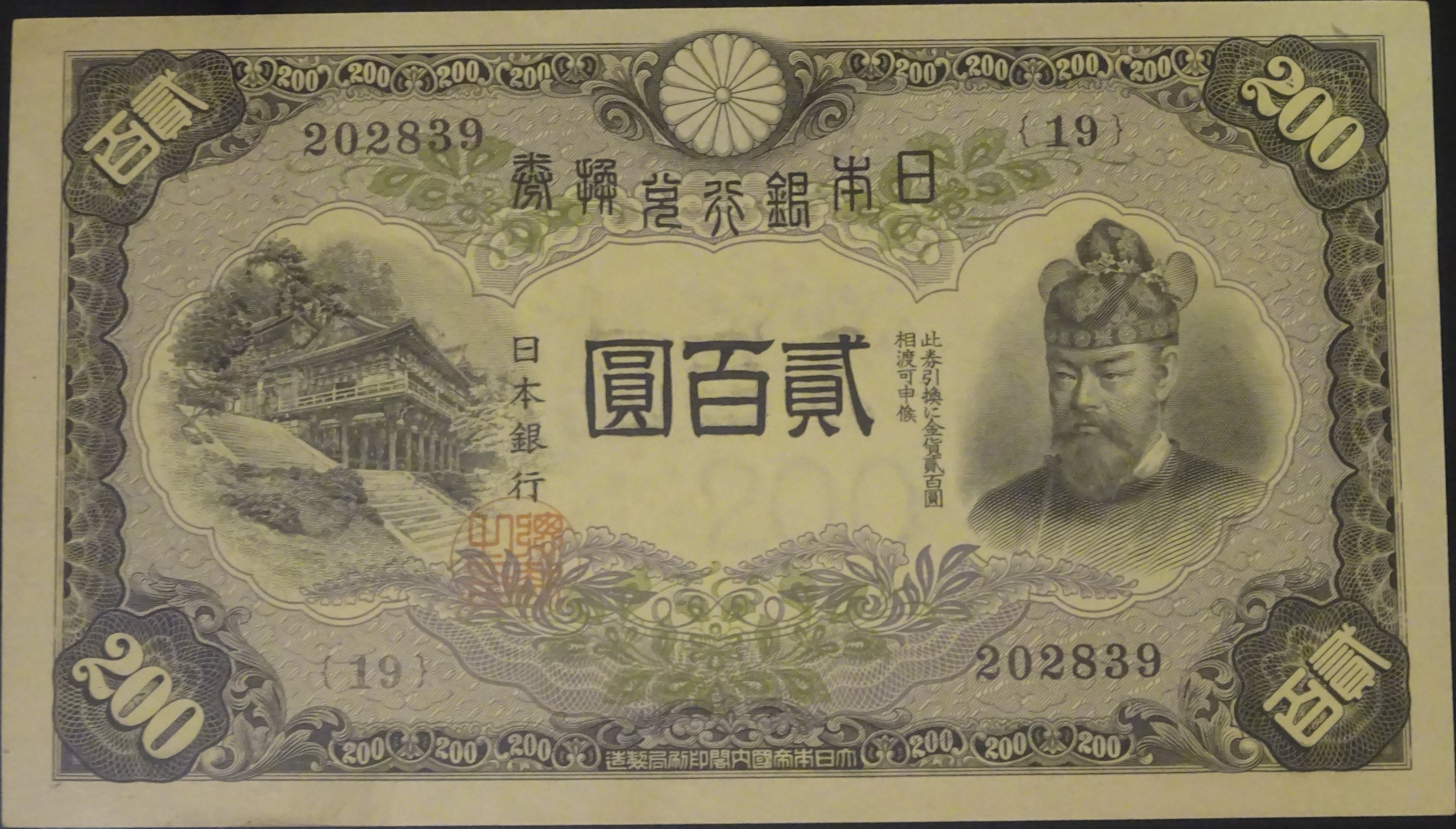
丁貳百圓券

日本ではかつて紙幣（日本銀行券）の肖像として採用されたこともあり、改造百圓券、甲百圓券、乙貳拾圓券及び丁貳百圓券に採用されている。

## 系譜
- 父：中臣御食子、母：大伴智仙娘（大伴囓子の娘）の長子。字「仲郎」（=2番目の男子）から史料に記載されていない兄がいた可能性を指摘する説がある[5]。
- 正妻：阿倍小足媛（阿倍内麻呂の娘）
- 妻：車持与志古娘（車持国子君の娘）
- 妻：鏡王女（? - 683年）（最初、中大兄皇子妃だった）
- 采女：安見兒
- 子女
  - 長男：定恵（俗名、真人）（644年 - 665年）（僧侶）
  - 次男：不比等（659年 - 720年）[6]
  - 娘：氷上娘（? - 682年）（天武天皇夫人、但馬皇女の母）
  - 娘：五百重娘（天武天皇夫人、後に不比等の妻、新田部親王・藤原麻呂の母）
  - 娘：斗売娘（とめ/とね のいらつめ）（中臣意美麻呂室、中臣東人の母）
  - 娘：耳面刀自（弘文天皇夫人、壹志姫王の母）